# Nueva Zelanda en los Juegos Olímpicos de Tokio 1964
Nueva Zelanda estuvo representada en los Juegos Olímpicos de Tokio 1964 por un total de 64 deportistas que compitieron en 11 deportes.  
El portador de la bandera en la ceremonia de apertura fue el atleta Peter Snell.

## Medallistas
El equipo olímpico neozelandés obtuvo las siguientes medallas:
| Nombre                      | Deporte   | Competición       |
| --------------------------- | --------- | ----------------- |
| Oro                         |           |                   |
| Peter Snell                 | Atletismo | 800 m M           |
| Peter Snell                 | Atletismo | 1500 m M          |
| Helmer Pedersen Earle Wells | Vela      | Flying Dutchman M |
| Plata                       |           |                   |
| —                           |           |                   |
| Bronce                      |           |                   |
| John Davies                 | Atletismo | 1500 m M          |
| Marise Chamberlain          | Atletismo | 800 m F           |